# 市立伊丹ミュージアム

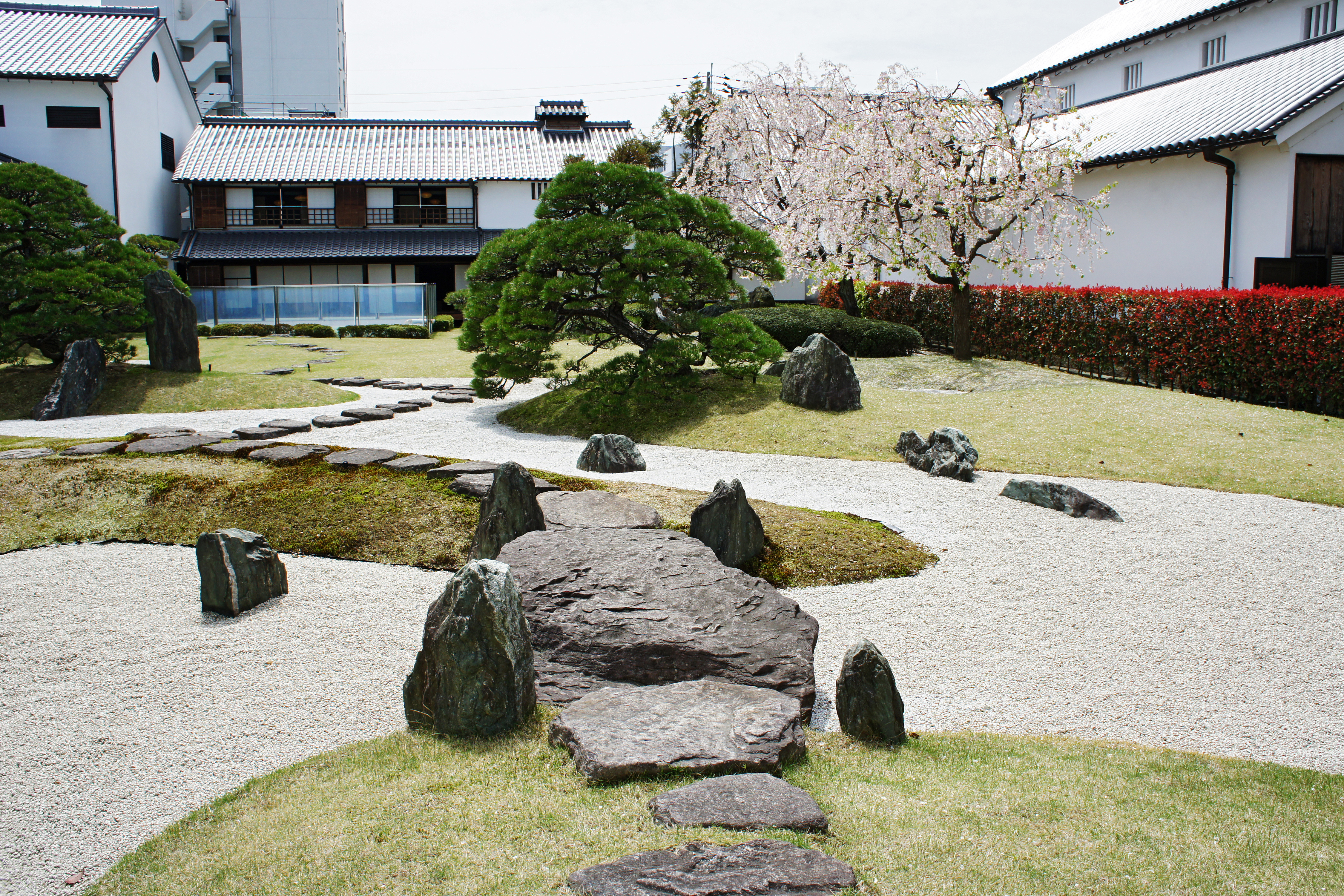
庭園（正面に旧石橋家住宅）

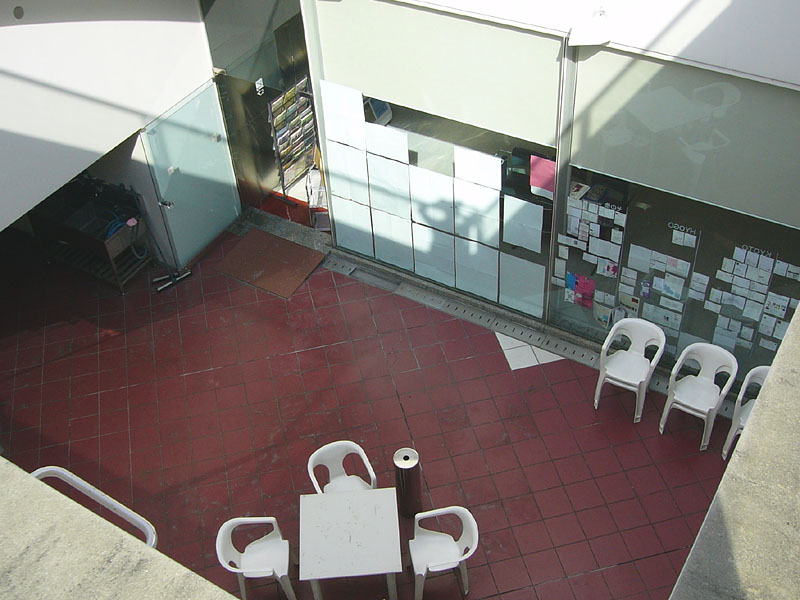
吹き抜けから地下フロアを撮影

市立伊丹ミュージアム（しりついたみみゅーじあむ）は兵庫県伊丹市にある美術館・博物館。1987年（昭和62年）に「伊丹市立美術館」として開館した。
2022年（令和4年）4月に、元々この地にあった柿衞文庫、伊丹市立美術館、伊丹市立工芸センター、伊丹市立伊丹郷町館に、市役所隣にあった伊丹市立博物館の機能を統合して「市立伊丹ミュージアム」として再オープンした。
19世紀フランスを代表する作家オノレ・ドーミエの2000点を越えるコレクションを核として諷刺や笑いをテーマにしたヨーロッパの絵画や版画のほか、近現代の画家の作品の収集・研究・展示を行っている。また明治初期に日本で活躍したジョルジュ・ビゴーの諷刺版画等も多く所蔵する。
なお、柿衞文庫は市立伊丹ミュージアム内の施設となっている。
ひょうごっ子ココロンカードの対象施設になっている。

## 館長
- 初代館長 大河内菊雄

## 主な所蔵品
- オノレ･ドーミエ「ドン・キホーテとサンチョ・パンサ」（油彩）、 ｢ラタポワール｣（彫刻）
- ジェイムズ・ギルレイ「プラムプディング、危うし」（エッチング）
- ウィリアム・ホガース「放蕩者一代記」（エッチング）
- フランシスコ・デ・ゴヤ「戦争の惨禍」（連作版画）
- ポール・ガヴァルニ「パリの学生たち 9」、「さあ、夜食だ！誰が出してくれるの？」（リトグラフ）
- ジェイムズ・アンソール「キリストの誘惑」（油彩）、「キリストの生涯の情景32点組」（連作版画）
- ラウル・デュフィ「海の女神」（油彩）

## 建築概要
- 竣工 - 1987年
- 設計 - 伊丹市、坂倉建築研究所
- 延床面積 - 2,737.63m2
- 所在地 - 〒664-0895 兵庫県伊丹市宮ノ前2丁目5番20号

## 交通
- 伊丹駅 (阪急)北東方向徒歩8分
- 伊丹駅 (JR西日本)北西方向徒歩8分
- 阪急バス（尼崎川西線）伊丹本町バス停すぐ

## 周辺情報
- 旧岡田家住宅
- 旧石橋家住宅
- ブルワリーミュージアム
- 伊丹市立文化会館（いたみホール）
- 伊丹アイフォニックホール
- 猪名野神社
- 旧大坂道（都市景観形成道）